# Halowe Mistrzostwa Europy w Lekkoatletyce 2019 – bieg na 1500 m mężczyzn
Bieg na 1500 metrów mężczyzn – jedna z konkurencji biegowych rozgrywanych podczas halowych lekkoatletycznych mistrzostw Europy w hali Emirates Arena w Glasgow.

## Terminarz
| Data    | Godzina |            |
| ------- | ------- | ---------- |
| 1 marca | 11:50   | Eliminacje |
| 3 marca | 20:01   | Finał      |

## Statystyka

### Rekordy
Tabela prezentuje halowy rekord świata, rekord Europy w hali, rekord halowych mistrzostw Europy, a także najlepsze osiągnięcia w hali w Europie i na świecie w sezonie 2019 przed rozpoczęciem mistrzostw.
|                                               | Zawodnik           | Wynik   | Miejsce    | Data                |
| --------------------------------------------- | ------------------ | ------- | ---------- | ------------------- |
| Rekord świata                                 | Samuel Tefera      | 3:31,04 | Birmingham | 16 lutego 2019(dts) |
| Rekord Europy                                 | Andrés Manuel Díaz | 3:33,32 | Ateny      | 24 lutego 1999(dts) |
| Rekord mistrzostw Europy                      | Iwan Heszko        | 3:36,70 | Madryt     | 6 marca 2005(dts)   |
| Najlepszy wynik na świecie w 2019 roku (hala) | Samuel Tefera      | 3:31,04 | Birmingham | 16 lutego 2019(dts) |
| Najlepszy wynik w Europie w 2019 roku (hala)  | Josh Kerr          | 3:35,72 | Birmingham | 16 lutego 2019(dts) |

### Najlepsze wyniki w Europie
Poniższa tabela przedstawia 10 najlepszych rezultatów na Starym Kontynencie w sezonie 2019 przed rozpoczęciem mistrzostw.

W zestawieniu nie ujęto rosyjskich lekkoatletów zawieszonych z powodu afery dopingowej.
| Pozycja | Zawodnik           | Reprezentacja   | Wynik   | Data              | Miejsce    |
| ------- | ------------------ | --------------- | ------- | ----------------- | ---------- |
| 1.      | Josh Kerr          | Wielka Brytania | 3:35,72 | 16 lutego(dts) br | Birmingham |
| 2.      | Jakob Ingebrigtsen | Norwegia        | 3:36,02 | 20 lutego(dts) br | Düsseldorf |
| 3.      | Marcin Lewandowski | Polska          | 3:36,50 | 6 lutego(dts) br  | Toruń      |
| 4.      | Kalle Berglund     | Szwecja         | 3:36,63 | 6 lutego(dts) br  | Toruń      |
| 5.      | Chris O’Hare       | Wielka Brytania | 3:37,42 | 16 lutego(dts) br | Birmingham |
| 6.      | Neil Gourley       | Wielka Brytania | 3:38,32 | 16 lutego(dts) br | Birmingham |
| 7.      | Michał Rozmys      | Polska          | 3:38,53 | 6 lutego(dts) br  | Toruń      |
| 8.      | Filip Ingebrigtsen | Norwegia        | 3:38,62 | 20 lutego(dts) br | Düsseldorf |
| 9.      | Charlie Grice      | Wielka Brytania | 3:39,04 | 16 lutego(dts) br | Birmingham |
| 10.     | Simon Denissel     | Francja         | 3:39,17 | 2 lutego(dts) br  | Karlsruhe  |

Pogrubioną czcionką oznaczono zawodników, którzy wystartowali na mistrzostwach.

## Rezultaty

### Eliminacje
Rozegrano 3 biegi eliminacyjne, do których przystąpiło 28 biegaczy. Awans do finału dawało zajęcie jednego z pierwszych dwóch miejsc w swoim biegu (Q). Skład finału uzupełniło trzech zawodników z najlepszymi czasami wśród przegranych (q).
Opracowano na podstawie materiału źródłowego.
| Poz. | Bieg | Zawodnik             | Reprezentacja   | Czas    | Uwagi |
| ---- | ---- | -------------------- | --------------- | ------- | ----- |
| 1.   | 2    | Jakob Ingebrigtsen   | Norwegia        | 3:42,00 | Q     |
| 2.   | 2    | Filip Sasínek        | Czechy          | 3:42,84 | Q     |
| 3.   | 2    | Robbie Fitzgibbon    | Wielka Brytania | 3:43,09 | q     |
| 4.   | 2    | Simon Denissel       | Francja         | 3:43,79 | q     |
| 5.   | 3    | Karl Bebendorf       | Niemcy          | 3:45,70 | q     |
| 6.   | 2    | Nick Jensen          | Dania           | 3:46,40 |       |
| 7.   | 2    | Emanuel Rolim        | Portugalia      | 3:46,62 |       |
| 8.   | 1    | Neil Gourley         | Wielka Brytania | 3:46,63 | Q     |
| 9.   | 1    | Marius Probst        | Niemcy          | 3:46,93 | Q     |
| 10.  | 3    | Marcin Lewandowski   | Polska          | 3:47,49 | Q     |
| 11.  | 3    | Jesús Gómez          | Hiszpania       | 3:47,53 | Q     |
| 12.  | 3    | Samir Dahmani        | Francja         | 3:47,69 |       |
| 13.  | 1    | Elzan Bibić          | Serbia          | 3:47,94 |       |
| 14.  | 1    | Adrián Ben           | Hiszpania       | 3:48,24 |       |
| 15.  | 1    | Mehdi Belhadj        | Francja         | 3:48,30 |       |
| 16.  | 3    | Elliot Giles         | Wielka Brytania | 3:48,76 |       |
| 17.  | 1    | Jerwand Mykyrtczian  | Armenia         | 3:49,25 |       |
| 18.  | 3    | Paulo Rosário        | Portugalia      | 3:49,32 |       |
| 19.  | 3    | Jan Friš             | Czechy          | 3:49,59 |       |
| 20.  | 3    | Simas Bertašius      | Litwa           | 3:49,90 |       |
| 21.  | 1    | Charles Gretchen     | Luksemburg      | 3:50,42 |       |
| 22.  | 1    | Andreas Dimitrakis   | Grecja          | 3:50,94 |       |
| 23.  | 3    | Ferdinand Kvan Edman | Norwegia        | 3:51,43 |       |
| 24.  | 1    | Wołodymyr Kyc        | Ukraina         | 3:53,91 | SB    |
| 25.  | 1    | Dorin Andrei Rusu    | Rumunia         | 3:57,52 |       |
| –    | 2    | Saúl Ordóñez         | Hiszpania       | DNF     |       |
| –    | 2    | Ismael Debjani       | Belgia          | DQ      |       |
| –    | 1    | Filip Ingebrigtsen   | Norwegia        | DQ      |       |

### Finał
Opracowano na podstawie materiału źródłowego.
| Poz. | Zawodnik           | Reprezentacja   | Czas    |
| ---- | ------------------ | --------------- | ------- |
| 01 ! | Marcin Lewandowski | Polska          | 3:42,85 |
| 02 ! | Jakob Ingebrigtsen | Norwegia        | 3:43,23 |
| 03 ! | Jesús Gómez        | Hiszpania       | 3:44,39 |
| 4.   | Filip Sasínek      | Czechy          | 3:45,27 |
| 5.   | Simon Denissel     | Francja         | 3:45,60 |
| 6.   | Marius Probst      | Niemcy          | 3:45,76 |
| 7.   | Karl Bebendorf     | Niemcy          | 3:46,88 |
| 8.   | Robbie Fitzgibbon  | Wielka Brytania | 3:47,08 |
| –    | Neil Gourley       | Wielka Brytania | DNS     |